# Magny-le-Hongre
Magny-le-Hongre és un municipi francès, situat al departament de Sena i Marne i a la regió de Illa de França. L'any 2007 tenia 5.158 habitants.
Forma part del cantó de Serris, del districte de Torcy i de la Comunitat d'aglomeració Val d'Europe Agglomération.

## Demografia

### Població
El 2007 la població de fet de Magny-le-Hongre era de 5.158 persones. Hi havia 1.601 famílies, de les quals 341 eren unipersonals (172 homes vivint sols i 169 dones vivint soles), 319 parelles sense fills, 817 parelles amb fills i 124 famílies monoparentals amb fills.
La població ha evolucionat segons el següent gràfic:
Habitants censats

### Habitatges
El 2007 hi havia 1.951 habitatges, 1.791 eren l'habitatge principal de la família, 59 eren segones residències i 101 estaven desocupats. 1.029 eren cases i 867 eren apartaments. Dels 1.791 habitatges principals, 1.114 estaven ocupats pels seus propietaris, 656 estaven llogats i ocupats pels llogaters i 22 estaven cedits a títol gratuït; 122 tenien una cambra, 268 en tenien dues, 405 en tenien tres, 258 en tenien quatre i 739 en tenien cinc o més. 1.595 habitatges disposaven pel capbaix d'una plaça de pàrquing. A 817 habitatges hi havia un automòbil i a 724 n'hi havia dos o més.

### Piràmide de població
La piràmide de població per edats i sexe el 2009 era:
| Homes | Edats   | Dones |
| ----- | ------- | ----- |
| 0     | 95 o +  | 0     |
| 4     | 90 a 94 | 0     |
| 0     | 85 a 89 | 0     |
| 5     | 80 a 84 | 0     |
| 5     | 75 a 79 | 0     |
| 2     | 70 a 74 | 11    |
| 14    | 65 a 69 | 12    |
| 27    | 60 a 64 | 21    |
| 13    | 55 a 59 | 26    |
| 24    | 50 a 54 | 31    |
| 52    | 45 a 49 | 48    |
| 70    | 40 a 44 | 56    |
| 123   | 35 a 39 | 92    |
| 142   | 30 a 34 | 166   |
| 86    | 25 a 29 | 119   |
| 59    | 20 a 24 | 60    |
| 31    | 15 a 19 | 33    |
| 61    | 10 a 14 | 78    |
| 87    | 5 a 9   | 95    |
| 85    | 0 a 4   | 107   |

## Economia
El 2007 la població en edat de treballar era de 3.644 persones, 3.084 eren actives i 560 eren inactives. De les 3.084 persones actives 2.919 estaven ocupades (1.478 homes i 1.441 dones) i 165 estaven aturades (65 homes i 100 dones). De les 560 persones inactives 97 estaven jubilades, 258 estaven estudiant i 205 estaven classificades com a «altres inactius».

### Ingressos
El 2009 a Magny-le-Hongre hi havia 1.676 unitats fiscals que integraven 4.869,5 persones, la mediana anual d'ingressos fiscals per persona era de 25.966 €.

### Activitats econòmiques
Dels 207 establiments que hi havia el 2007, 3 eren d'empreses extractives, 1 d'una empresa alimentària, 1 d'una empresa de fabricació de material elèctric, 2 d'empreses de fabricació d'altres productes industrials, 19 d'empreses de construcció, 31 d'empreses de comerç i reparació d'automòbils, 6 d'empreses de transport, 16 d'empreses d'hostatgeria i restauració, 16 d'empreses d'informació i comunicació, 12 d'empreses financeres, 34 d'empreses immobiliàries, 33 d'empreses de serveis, 26 d'entitats de l'administració pública i 7 d'empreses classificades com a «altres activitats de serveis».
Dels 43 establiments de servei als particulars que hi havia el 2009, 1 era una oficina d'administració d'Hisenda pública, 5 oficines bancàries, 2 guixaires pintors, 2 fusteries, 2 lampisteries, 2 electricistes, 3 empreses de construcció, 3 perruqueries, 1 veterinari, 3 restaurants, 18 agències immobiliàries i 1 tintoreria.
Dels 6 establiments comercials que hi havia el 2009, 1 era una botiga de més de 120 m², 1 una botiga de menys de 120 m², 1 una peixateria, 1 una botiga de roba, 1 una botiga de mobles i 1 una joieria.

## Equipaments sanitaris i escolars
L'únic equipament sanitari que hi havia el 2009 era una farmàcia.
El 2009 hi havia 2 escoles maternals i 3 escoles elementals. Magny-le-Hongre disposava d'un col·legi d'educació secundària amb 315 alumnes.

## Poblacions més properes
El següent diagrama mostra les poblacions més properes.